# Jan Maxmilián Dobrzenský
Jan Maxmilián Dobrzenský z Dobrzenic, celým jménem Jan Nepomuk Maxmilian Ladislav Vojtěch hrabě Dobrzenský z Dobrzenic, zjednodušeným pravopisem Dobřenský z Dobřenic (19. června 1911 Chotěboř – 7. února 1996 Havlíčkův Brod) byl český šlechtic z rodu Dobřenských z Dobřenic.

## Původ a život

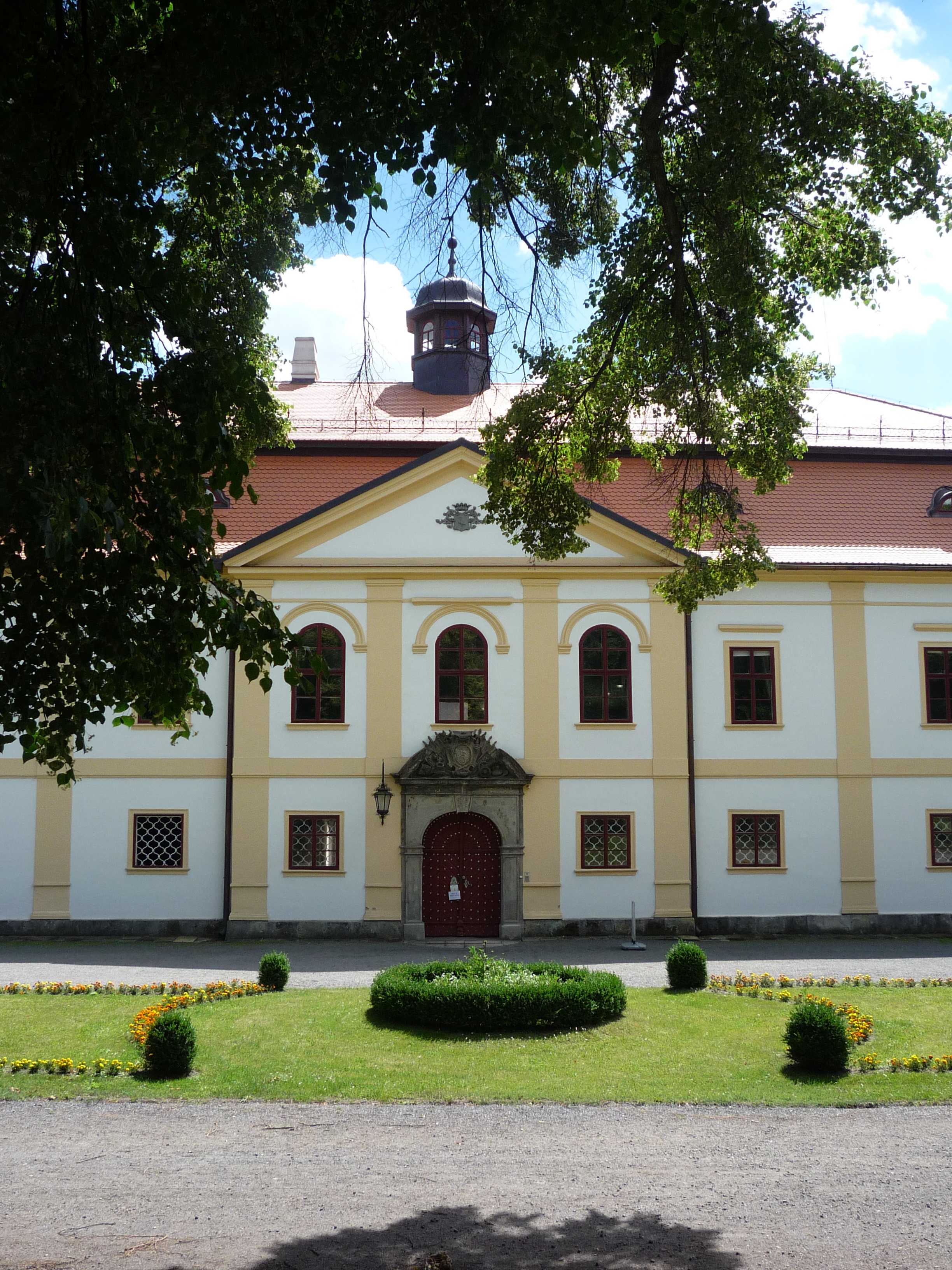
Zámek Chotěboř

Pocházel ze staré české rodiny Dobřenských z Dobřenic, která v roce 1744 získala titul svobodných pánů (baronů) a v roce 1906 byla povýšena do hraběcího stavu. Narodil se v roce 1911 jako syn císařsko-královského komořího a poslance Českého zemského sněmu Jana Josefa Dobrzenského z Dobrzenic (29. 4. 1870 Chotěboř – 13. 4. 1947 Chotěboř) a jeho manželky Rosy z Trauttmansdorff-Weinsbergu (17. 5. 1879 Gleichenberg – 2. 9. 1967 Gleichenberg).
Spolu s bratry Františkem (1913–1992) a Karel Schwarzenbergem (1911–1986) a Janem Thurn-Taxisem nastoupil k Osmému pluku dragounů v Pardubicích, společně absolvovali kurz Velké pardubické. Byl sportovně založený, hrál fotbal i lední hokej, byl oceňovaným armádním jezdcem na koni.
V době mnichovské krize v roce 1938 byl připraven bránit hranice Československa. V září 1939 podepsal Národnostní prohlášení české šlechty. Na konci druhé světové války se zúčastnil bojů o muniční sklad a odzbrojoval vojáky wehrmachtu.
V roce 1947 převzal po smrti otce správu majetku. O rok později mu byl majetek zabaven. Po zabavení majetku se s rodinou pokusil opustit republiku letadlem na lince z Ostravy do Prahy. Tento pokus se nezdařil. Další pokus uskutečnili v červenci při všesokolském sletu, kdy se přes Prahu přesunuli na Šumavu. Zde je převezli dva dřevorubci autem asi 2 km k hranicím s Německem. Po přechodu hranic se hlásili v Řezně v Goethe Schule. Po několika týdnech se přesunuli do Frankfurtu a zde získali doklady pro další cestu. Po obdržení dokladů odcestovali do Francie. Zde bydleli 3 roky a v této době pracoval Jan Dobrzenský v chemické laboratoři cukrovaru, pak ve sklárně a později jako míchač barev v továrně na nátěrové hmoty. Manželka Leopoldina pracovala v notářství.
V roce 1951 odcestovali lodí, kterou vypravila mezinárodní humanitární organizace pro uprchlíky, do Kanady. Zde pracoval jako zemědělský dělník, prodavač travních semen a zemědělských strojů. Při cestování po Kanadě sesbíral ve spolupráci s farářem z Chotěboře a panem Medunou podklady o rodu Dobrzenských. Další podklady o rodu získal od Státního ústředního archivu. V roce 1980 mu vyšlo první, samizdatové vydání jeho rodopisné knihy Z Dobřenic je cesta dlouhá. Po absolvování počítačového kurzu pracoval jako programátor. V průběhu let koupili s manželkou farmu v Haliburton Highlands severně od Toronta, kde žili asi 10 let. Jan Maxmilián zde pracoval v lese a prodával dřevo. V roce 1980 tragicky zahynul nejmladší syn Karel Kunata. Po roce 1989 se Dobrzenští vrátili zpět do Čech, nejprve po návratu bydleli v Chotěboři v podnájmu. Po schválení restitučního zákona si zařídili z bývalé zámecké kuchyně v přízemí byt. V roce 1992 jim byl zámek v Chotěboři i s přilehlými pozemky navrácen.
Poslední rozloučení se konalo v kostele v Chotěboři, pochován byl na tamějším rodinném hřbitově.

## Rodina
Po válce se 22. srpna 1945 v Dolních Beřkovicích oženil s Leopoldinou Lobkowiczovou (princeznou z Lobkowicz) (14. listopadu 1926 Dolní Beřkovice – 18. března 2021 Haliburton, Kanada), dcerou Leopolda z Lobkowicz a Františky Montenuovo. Ženil se v armádní uniformě. Manželka v Kanadě napsala knihu Fragmenty snu, která popisuje osudy skotských, irských a anglických kolonizátorů v Peterbourough County, a ještě jednu o katolických italských přistěhovalcích v kanadském protestantském prostředí. Jako důchodkyně vedla letní kurzy pro důchodce. Byla čestnou a devoční dámou suverenního Řádu maltézských rytířů. Narodilo se jim pět dětí:
- 1. Jan Josef IV. (* 14. 6. 1946 Praha), velkopřevor Českého velkopřevorství řádu sv. Lazara a velmistr Řádu sv. Lazara
  - ⚭ (29. 3. 1974 Paříž) Diana Hoppenot (* 27. 8. 1945 Montfort l'Amaury)
- 2. Zdislava (* 23. 5. 1947 Praha), analytička počítačových systémů[6]
  - ⚭ (22. 5. 1971 Richmond Hill, Ontario, Kanada, rozvedeni po 1974) Edward James Crombie (* 8. 2. 1946 Brantford, Ontario, Kanada)
- 3. Helena (* 21. 10. 1948 Eu, Francie), pracovala u mezinárodní společnosti filmových producentů[6]
- 4. Markéta (* 14. 9. 1952 Toronto, Ontario), socioložka[6]
- 5. Karel Kunata (4. 6. 1955 Toronto – 27. 7. 1980 Newmarket), zemřel na následky automobilové nehody,[pozn. 1] pohřben v Haliburtonu v Kanadě.